# Виланова (Пескара)
Виланова (итал. Villanova) је насеље у Италији у округу Пескара, региону Абруцо.
Према процени из 2011. у насељу је живело 1493 становника. Насеље се налази на надморској висини од 70 м.